# Чарлс Армстронг (генерал)
Чарлс Даглас Армстронг (енгл. Charles Douglas Armstrong; 11. јун 1897 − 11. децембар 1985) је био британски официр у Првом и Другом светском рату, који је служио у чину бригадира. Од јула 1943. до почетка 1944. године, налазио се на челу мисије Управе за специјалне операције, која је имала задатак да одржава везу са штабом генерала Драгољуба Драже Михаиловића.

## Одликовања
- Орден Британске империје;
- Орден за изванредне заслуге;
- Војни крст.